# Фабр, Жан Раймон Огюст
Жан Раймон Огюст Фабр (фр. Augustin Fabre; 1792—1839) — французский поэт.
Приобрёл известность поэмой «La Calédonie ou la guerre nationale» (1823), за которой последовали исторические сочинения: «Histoire du siège de Misselonghi» (1827) и «La révolution de 1830 et le véritable parti républicain» (1833). «Oeuvres» его изданы в 1844—45 г. вместе с собранием сочинений его брата Мари-Викторена Фабра. К этому изданию приложена и биография Ф., составленная Сабатье.